# مولينا
مولينا (بالإنجليزية: Molena, Georgia)‏ هي مدينة تقع في مقاطعة بايك، جورجيا بولاية جورجيا في الولايات المتحدة. تبلغ مساحة هذه المدينة 4.5 (كم²)، وترتفع عن سطح البحر 234 م، بلغ عدد سكانها 475 نسمة في عام 2010 حسب إحصاء مكتب تعداد الولايات المتحدة.

## وصلات خارجية
- Cities & Counties - Georgia.gov